# Mitchell Langerak
Mitchell James Langerak, född 22 augusti 1988 i Emerald, Queensland, är en australisk fotbollsmålvakt som spelar för Nagoya Grampus och det australiska landslaget.

## Spelarkarriär

### Melbourne Victory

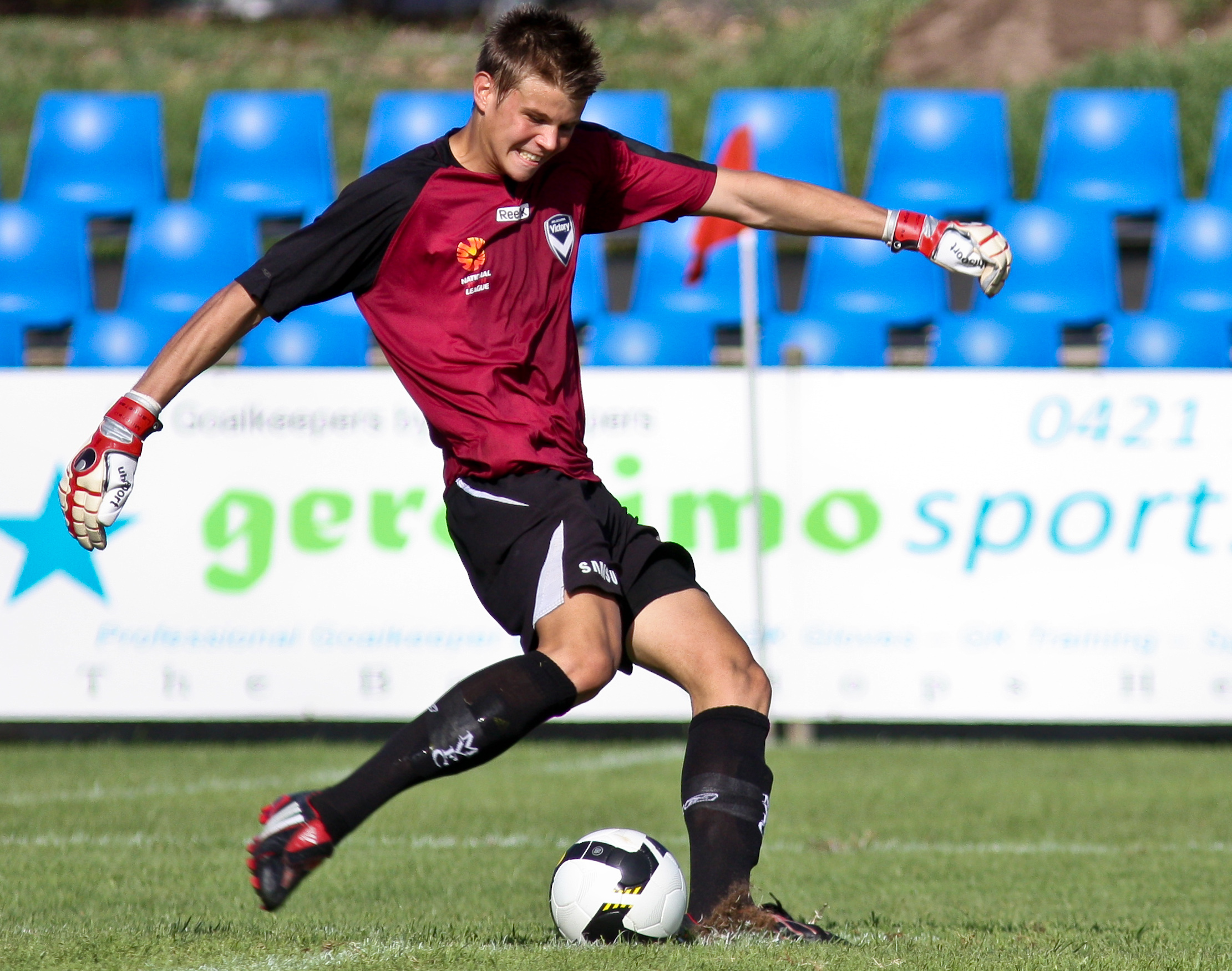
Mitchell Langerak i Melbourne Victorys ungdomslag år 2009.

Langerak skrev på sitt första proffskontrakt i februari 2007 med A-League-klubben Melbourne Victory. Strax efter detta lånades Langerak ut till  South Melbourne för resten av säsongen för att få mer speltid och erfarenhet. När lånet gått ut fortsatte Langerak som tredjemålvakt i Victory innan Eugene Galekovič flyttade till Adelaide United. Han debuterade för Melbourne i 21 rundan av säsongen 2007/2008 i A-League mot rivalen Sydney FC och trots att han släppte in två mål var det en stark debutinsats av Langerak.
Efter att Galekovič flyttat till Adelaide United, blev Langerak klubbens andramålvakt. När sedan förstamålvakten Michael Theoklitos drog sig vidare värvade Victory den nyzeeländska landslagsmålvakten Glen Moss från Wellington Phoenix. Moss startade säsongen 2009/2010 som Melbournes förstamålvakt innan Langerak tog sin chans och blev förstavalet som målvakt för resten av säsongen.
Den 13 april 2010 meddelade Melbourne att de hade avvisat ett bud på Langerak från tyska Borussia Dortmund, men att samtalen fortsatte. Den 4 maj 2010 avslöjade Langerak till FourFourTwo Magazine att Borussia Dortmund hade gjort ett andra, kraftigt ökat, bud under samma dag som intervjun, men återigen avvisades budet av Melbourne Victory.

### Borussia Dortmund

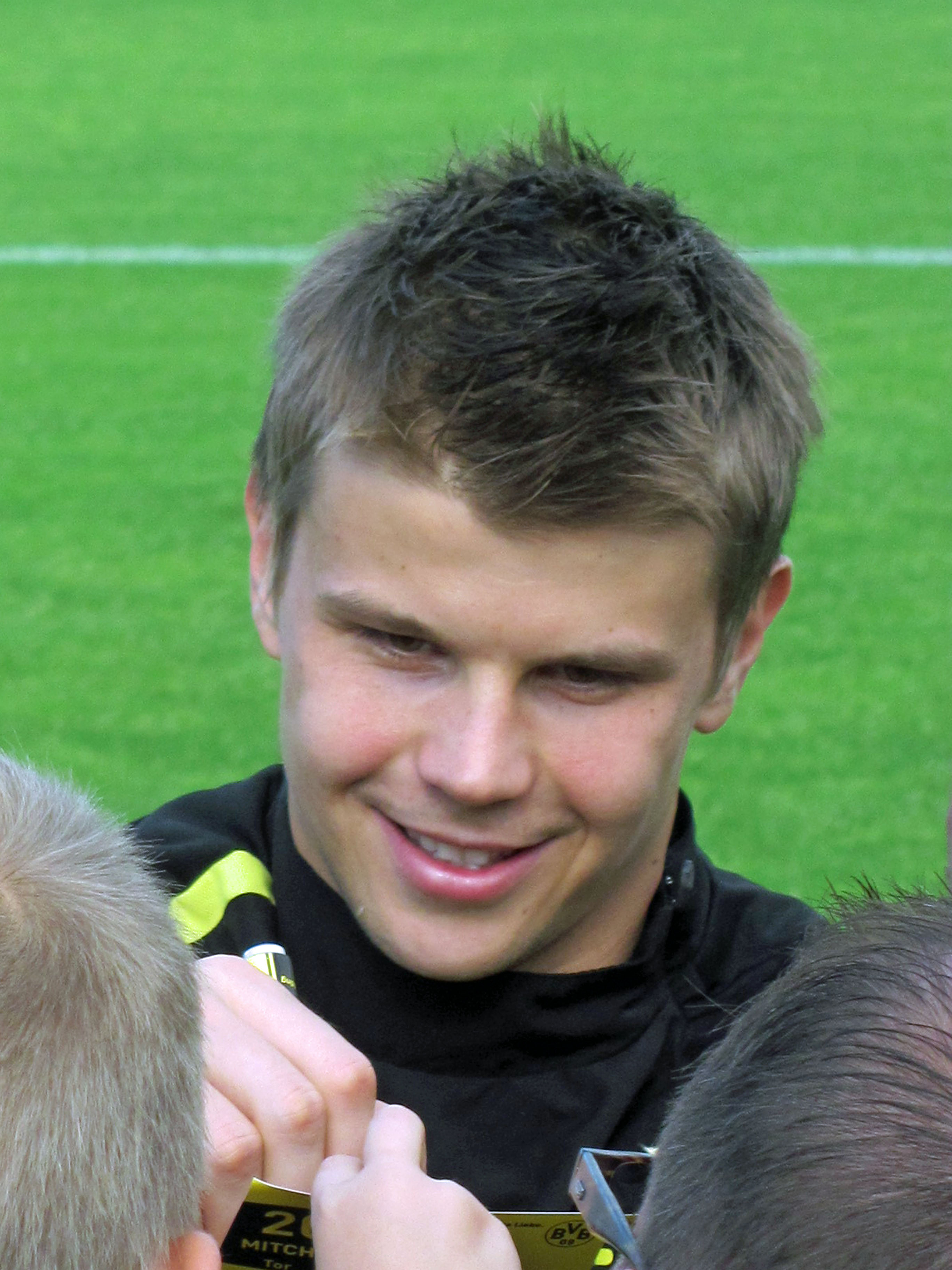
Langerak skriver autografer i Dortmund under säsongen 2012/2013.

Den 12 maj 2010 accepterade Melbourne Victory ett tredje bud från Borussia Dortmund på Langerak som skrev ett fyraårskontrakt med den tyska storklubben. Efter att ha anslutit till Dortmund blev Langerak klubbens andramålvakt under Bundesligasäsongen 2010/2011. Langerak sade att hans mål för säsongen var att lära sig så mycket som möjligt.
Efter en skada på Roman Weidenfeller gjorde Langerak sin första match från start för Dortmund i deras 3-1–seger mot regerande tyska mästarna Bayern München, där han gjorde en stabil insats. Langerak gjorde en återkomst till a-laget då han för första gången valdes framför en tillgänglig Weidenfeller i andra omgången av DFB-Pokal mot Dynamo Dresden. Efter matchen jublade Langerak med tränaren Jürgen Klopp för sin första hållna nolla i klubben.
Den 12 maj 2012, två år på dagen efter hans flytt till Borussia Dortmund, blev Langerak inbytt i den 32:a minuten i DFB-Pokal–finalen mot Bayern München. Han byttes in efter ett misstänkt revbensbrott på Roman Weidenfeller efter en duell med Mario Gómez. Dortmund vann matchen med 5-2 och vinsten blev Langeraks tredje titel på två säsonger i klubben.
Den 27 juli 2013 vann Langerak DFL-Supercup 2013 med Dortmund efter att ha slagit Bayern München med 4-2.
Langerak spelade Dortmunds premiärmatch av Bundesliga 2013/2014 mot FC Augsburg, där han höll nollan i en 4-0–seger. Detta innebar att i de sju ligamatcher som Langerak spelat, har Dortmund vunnit alla.
Den 18 september 2013 gjorde Langerak en oväntad Champions League-debut mot Napoli. Det blev dock en smärtsam debut för Langerak som slog i ansiktet i stolpen efter att ha misslyckats med att förhindra Lorenzo Insigne från att göra mål, vilket resulterade i två skadade framtänder.

### VfB Stuttgart
Den 29 juni 2015 undertecknade Langerak ett treårskontrakt med VfB Stuttgart.

## Landslagskarriär
Langerak togs ut i Australiens U20-landslags trupp för AFC Youth Championship 2006. Langerak blev uppkallad till seniorlandslaget första gången i mars 2011 av förbundskapten Holger Osieck, som en del i den 17-mannatrupp som skulle möta Tyskland i en vänskapsmatch.
Langerak gjorde sin landslagsdebut för Australien i en vänskapsmatch mot Frankrike den 12 oktober 2013, en match som "Socceroos" förlorade med 6-0. Denna match visade sig vara Holger Osiecks sista match som förbundskapten för Australien, i och med att han fick sparken kort efter avslutningen av matchen. Langerak gjorde sitt andra framträdande i Australien mot Kanada, en match som Australien vann 3-0 efter mål av Joshua Kennedy, Dario Vidošič och Mathew Leckie.